# Totenkopf (Hohe Tauern)
Totenkopf är en bergstopp i Österrike.   Den ligger i bergsområdet Hohe Tauern i distriktet Zell am See och förbundslandet Salzburg, i den centrala delen av landet, 300 km väster om huvudstaden Wien. Toppen på Totenkopf är 2 487 meter över havet.
Terrängen runt Totenkopf är bergig. Runt Totenkopf är det ganska glesbefolkat, med 29 invånare per kvadratkilometer.. Närmaste större samhälle är Matrei in Osttirol, 17,9 km sydväst om Totenkopf. 
Trakten runt Totenkopf består i huvudsak av gräsmarker.